# Oxford Street

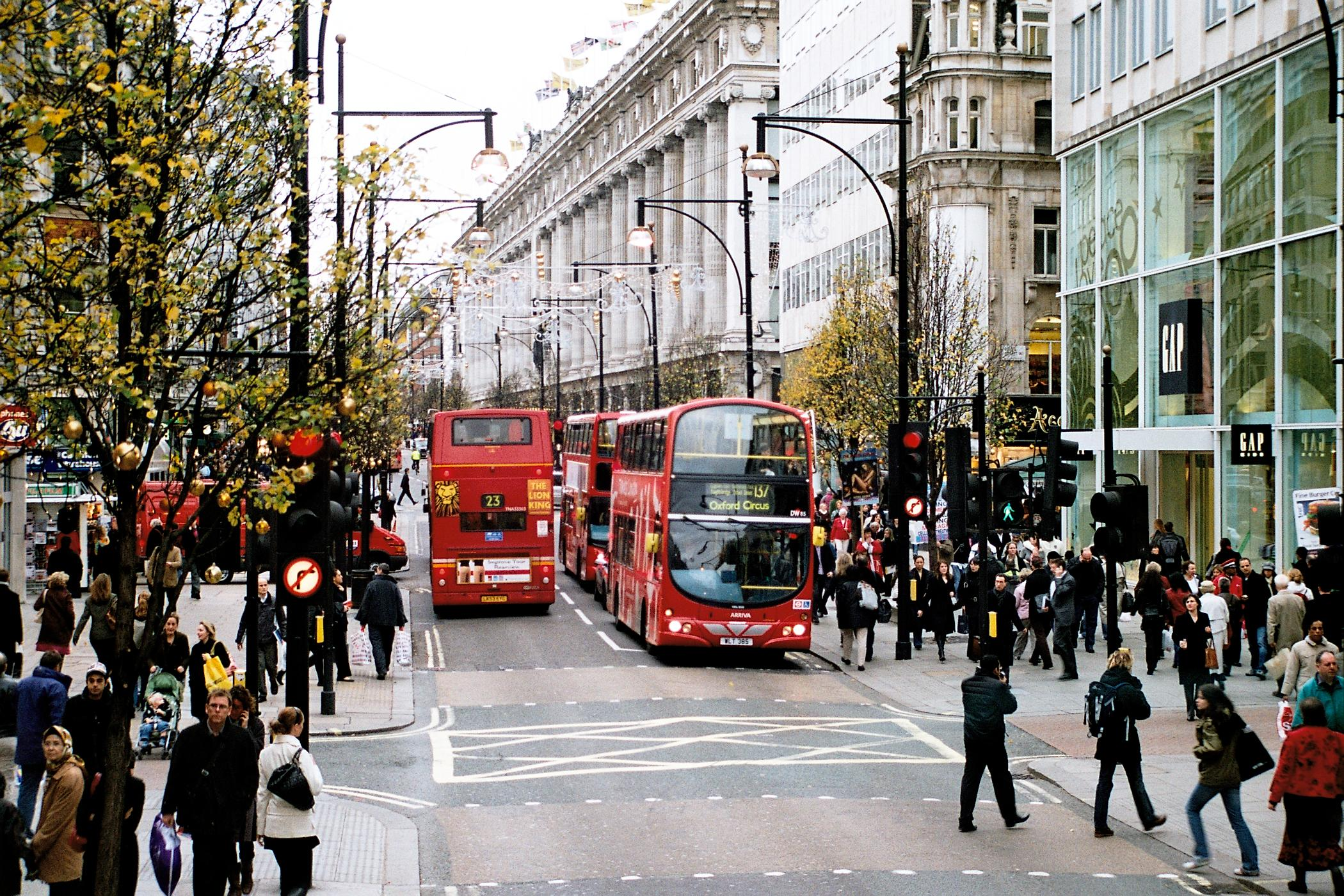
Oxford Street con Selfridges sullo sfondo.

Oxford Street è una strada di Londra, ubicata nella Città di Westminster.
Con i suoi oltre trecento punti vendita, si tratta di una delle più famose e attive strade commerciali del mondo. Ad ogni ora freme infatti di attività ed è sconsigliabile raggiungere la zona con auto e mezzi pubblici come gli autobus, mentre la metropolitana offre numerose linee e ben quattro stazioni lungo il percorso.
La strada è interrotta circa a metà da Oxford Circus, dalla quale si dirama Regent Street a nord e a sud. Altra importante traversa è New Bond Street, sede dei negozi di fascia più alta della capitale.

## Descrizione

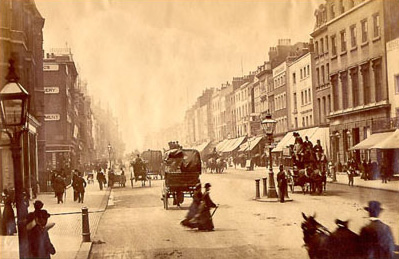
Oxford Street nel 1875, prima della costruzione dei grandi magazzini Selfridges che sostituiranno i palazzi a destra

Il tracciato rettilineo di Oxford Street è lungo 2.5 km e collega Marble Arch a Tottenham Court Road passando per Oxford Circus. Proseguendo verso est, la strada diventa New Oxford Street fino a quando non incrocia High Holborn. Ad ovest di Marble Arch, invece, diventa Bayswater Road, poi Notting Hill Gate e Holland Park Avenue fino alla Shepherd's Bush Roundabout, dopo la quale diviene Uxbridge Road.
Numerose sono le strade che intersecano Oxford Street: per citare le più importanti, Park Lane, New Bond Street e Regent Street.
Durante la seconda metà del Novecento tale strada è divenuta abbastanza nota anche per il particolare attivismo che la contraddistingueva. Il più famoso attivista e cartellonista fu Stanley Green, nel periodo 1968-1993. Nel 2008 tale attività venne messa al bando.

## Storia
Il tracciato di Oxford Street ricalca quello dell'antico tratto urbano della via Trinobantina, strada romana che collegava l'Hampshire con Colchester: si trattava di uno dei principali assi viari dell'antica Britannia.
Tra il XII ed il XVIII secolo la strada era conosciuta come «Tyburn Road» (toponimo che si riferisce al fiume Tyburn che anticamente vi scorreva a sud), Uxbridge Road (nome tuttora in uso nel tratto fra Shepherd's Bush e Uxbridge), Worcester Road e Oxford Road. In quest'epoca, era principalmente nota poiché era l'ultimo tratto di strada percorso dai detenuti della prigione di Newgate, prima di essere decapitato ai patiboli di Tyburn (ubicati presso Marble Arch). Fu solo nel 1792 che la via assunse il nome di Oxford Street, con cui è tuttora nota.

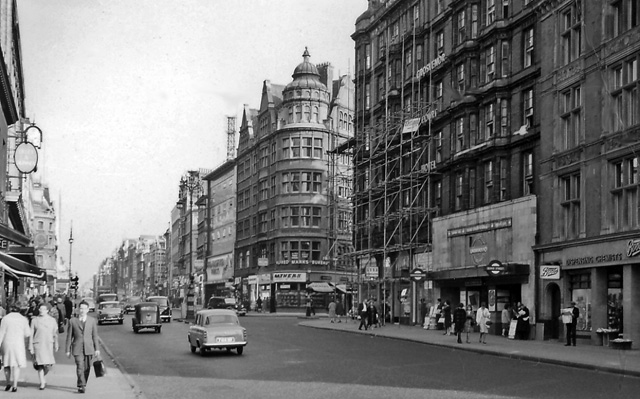
La strada nel 1961

Il nome probabilmente deriva dal conte di Oxford, che nel tardo Settecento acquistò gran parte dei campi circostanti; questi ultimi nel tempo si svilupparono, ospitando dapprima mascherate ed eventi e poi, nell'Ottocento, i primi negozi. Il fatto che la strada è anche parte della via principale entre Londra e Oxford è solo una coincidenza.

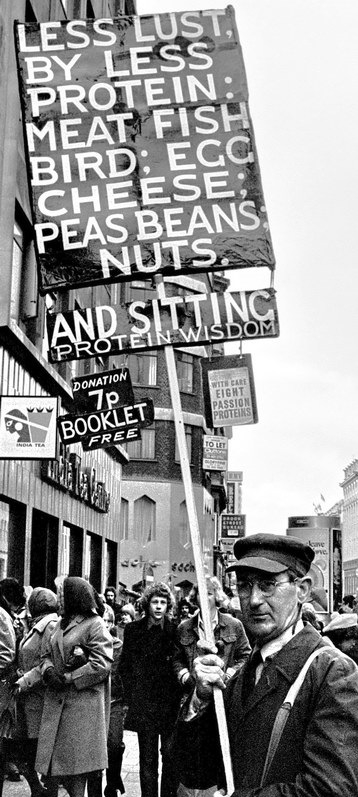
Il famoso attivista Stanley Green come presenza fissa a Oxford Street dal 1968 al 1993, con gli anni diventato un'attrazione vivente.

Oxford Street subì pesanti bombardamenti durante la seconda guerra mondiale. Tristemente noto è quello avvenuto nella notte fra il 17 ed il 18 settembre 1940, che coinvolse anche grandi punti vendita come John Lewis, Selfridges, Peter Robinson e Bourne & Hollingsworth.

## Shopping
Oxford Street si attesta come la passeggiata commerciale più lunga della capitale, con numerosissimi punti vendita di vari tipi di merce.
Numerose sono le aziende che hanno eletto la strada come sede del proprio flagship store:
- Debenhams, catena di grande distribuzione organizzata britannica prima nota come «Marshall & Snelgrove». Il primo punto vendita era ubicato presso l'incrocio con Wigmore Street.
- HMV. La catena di negozi musicali ha aperto il suo primo negozio proprio in questa strada, al civico n. 150; attualmente lo store di HMV sta al n. 363, mentre la sede originaria (grande 5,000 m2) è stata chiusa.
- House of Fraser, catena di grande distribuzione, è stato il primo negozio a collegare ogni piano con l'ausilio di scale mobili.
- John Lewis & Partners. La sede di Oxford Street, riqualificata nel 2009, ha sei piani ed un supermercato Waitrose al pianterreno.
- Marks & Spencer ha aperto a Oxford Street (angolo Orchard Street) il suo punto vendita più grande, di 16,000 m2.
- Selfridges, il grande magazzino più grande di tutto il Regno Unito dopo Harrods, si è insediato proprio a Oxford Street.
- Primark, presente con un negozio di 4 piani di 82.000 piedi quadrati.

## Luci e decorazioni natalizie

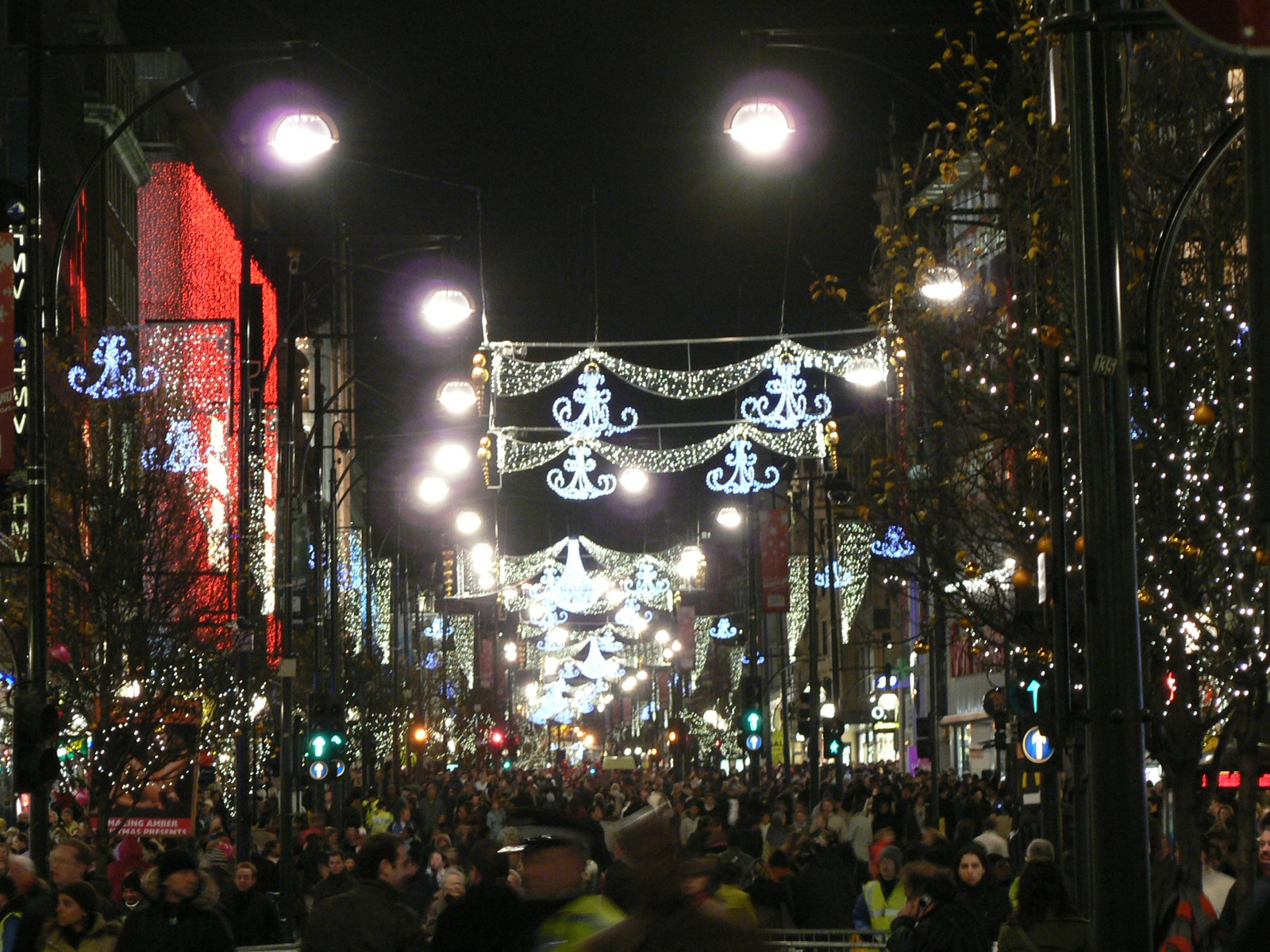
Oxford Street nel 2005

Ogni anno, durante il periodo natalizio, Oxford Street viene rifinita con luci e decorazioni sul tema del Natale. Questa celebrazione è cominciata nel 1959 e si ispira a quella della vicina Regent Street, che però la tira avanti dal 1954. Purtroppo, nel 1967 le luci smisero di essere appese poiché un periodo di recessione colpì la città di Londra e l'organizzazione riprese solo nel 1978, oltre un decennio più tardi. Nel 2019 sono state accese il 21 Novembre e con una novità: dopo ben sei anni le sfere luminose hanno lasciato il posto a grandi schermi digitali con oltre 200.000 luci, come riporta Londra Today .
Dal 1981 una celebrità accende le luci intorno alla metà-fine del mese di novembre. L'elenco delle star che hanno illuminato Oxford Street è disponibile di seguito:
- 1981 — Pilín León (Miss Mondo,[7] Venezuela)
- 1982 — Daley Thompson[7]
- 1983 — Pat Phoenix[7]
- 1984 — Esther Rantzen[7]
- 1985 — Bob Geldof[7]
- 1986 — Leslie Grantham, Anita Dobson[7]
- 1987 — Derek Jameson[7]
- 1988 — Terry Wogan[7]
- 1989 — Gorden Kaye[7]
- 1990 — Cliff Richard[7]
- 1991 — Westminster Children's Hospital[7]
- 1992 — Linford Christie[7]
- 1993 — Richard Branson[7]
- 1994 — Lenny Henry[7]
- 1995 — Cast di Coronation Street[7]
- 1996 — Spice Girls[8]
- 1997 — Peter André[9]
- 1998 — Zoë Ball[7]
- 1999 — Ronan Keating[10]
- 2000 — Charlotte Church[11]
- 2001 — S Club 7[12]
- 2002 — Blue[7]
- 2003 — Enrique Iglesias[13][14]
- 2004 — Emma Watson, Il Divo, Steve Redgrave[15]
- 2005 — Westlife[16][17]
- 2006 — All Saints[18]
- 2007 — Leona Lewis[19][20]
- 2008 — Sugababes[21][22]
- 2009 — Jim Carrey[23][24]
- 2010 —  I bambini della Kids Company[25]
- 2011 — The Saturdays
- 2012 — Robbie Williams
- 2013 — Jessie J
- 2014 — Cheryl Cole
- 2015 — Kylie Minogue[26]
- 2016 — Craig David[27]
- 2017 — Rita Ora, Vick Hope & Roman Kemp[28]

## Monumenti classificati

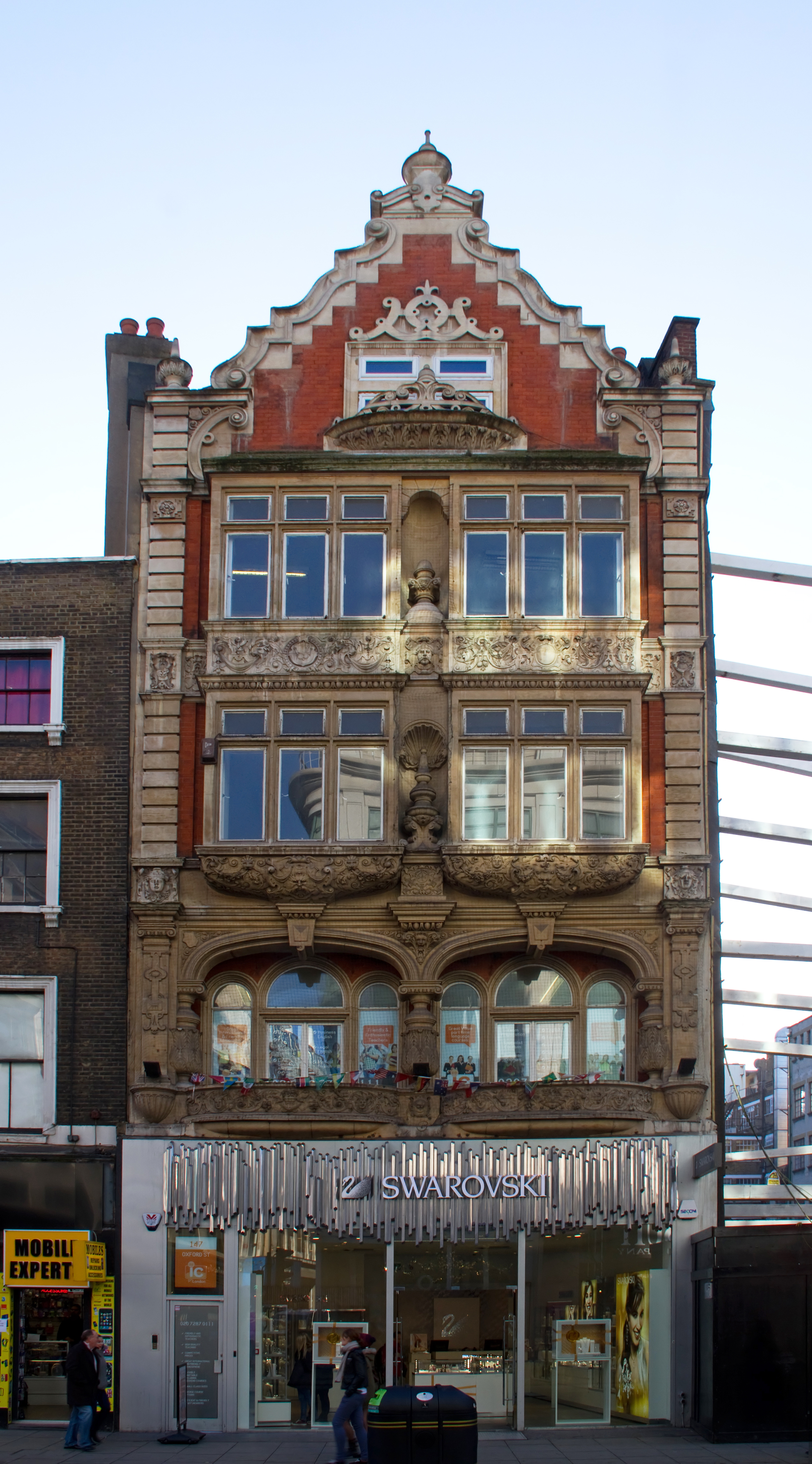
Il No. 147 di Oxford Street venne costruito nel 1897 ed è monumento classificato di grado II dal 2009.

Numerosissimi sono gli edifici di Oxford Street protetti in quanto monumenti classificati di grado II; fra questi, vi sono anche le quattro facciate di Oxford Circus.
| Numero civico | Grado | Classificato dal | Descrizione                                                                   |
| ------------- | ----- | ---------------- | ----------------------------------------------------------------------------- |
| 6             | II    | 1987             | The Tottenham                                                                 |
| 34 & 36       | II    | 1987             | Costruiti nel 1912                                                            |
| 35            | II    | 2009             | Costruito per gli orefici Richards & Co. nel 1909.                            |
| 105–109       | II    | 1986             | Costruito nel 1887 circa per il cappellaio Henry Heath.                       |
| 133–135       | II    | 2009             | Pembroke House, costruita nel 1911                                            |
| 147           | II    | 2009             | Costruito nel 1897 per il chimico John Robbins.                               |
| 156–162       | II    | 1975             | Costruito nel 1906–08; uno dei primi esempi di edifici realizzati in acciaio. |
| 164–182       | II    | 1973             |                                                                               |
| 173           | II    | 2009             | Il Pantheon, oggi sede di Marks and Spencer                                   |
| 219           | II    | 2001             |                                                                               |
| 313           | II    | 1975             | Costruito nel 1870–1880 circa                                                 |
| 360–366       | II    | 1987             |                                                                               |
| 368–370       | II    | 2008             | Costruzione di inizio Novecento, con la facciata realizzata negli anni trenta |

## Influenza culturale
Oxford Street viene citata in molte opere di Charles Dickens. In Racconto di due città, sebbene sotto le vesti di «Oxford Road», la strada viene descritta come «povera di edifici», malgrado lo sviluppo urbanistico della zona fosse in uno stadio avanzato già alla fine del Settecento. Viene fatta menzione di Oxford Street anche in Sketches by Boz e Casa Desolata.
La strada è anche un "terreno" dell'edizione britannica del gioco da tavolo Monopoly, dove insieme a Regent Street e Bond Street forma il set verde; questi toponimi sono stati raggruppatti in quanto rappresentano principali strade dello shopping londinese.